# Quo Graviora (butlla)
|  | No s'ha de confondre amb l'encíclica Quo Graviora de Gregori XVI del 1833. |

Quo Graviora és una butlla el papa Lleó XII (nascut com Annibale della Genga) publicada el 1825. Hi condemna les societats secretes en general i en particular la francmaçoneria i els carbonaris. No només condemnava els moviments existents, però també qualsevol moviment secret que surgeixi i contrarestés els interessos de l'Església.
Continua i desenvolupa l'anatema que Climent XII ja havia publicat el 28 d'abril de 1738 al document In eminenti apostolatus specula. Les primeres paraules diuen: «Tant més grossos són els desastres que amenacen el ramat de Jesús, el nostre senyor i salvador, com més s'ha de duplicar, per a allunyar-les-en, la sol·licitud dels Pontífexs Romans». (en llatí: Quo graviora mala…). Hi dona «amb amor profund» un lapse de temps als membres, del que considera com una secta per abandonar-la, i decreta que ningú, ni tampoc els futurs papes podrien donar l'absolució a qui refusa, coneixent la butlla, de fer notificar davant notari la seva demissió.